# Shooting script
Een shooting script is een type scenario dat meestal gebruikt wordt bij een feitenfilm, en minder vaak bij een fictiefilm.
In tegenstelling tot bijvoorbeeld een master script, dat bij fictiefilm gebruikelijk is, deelt het eerst de handeling op in scènes, waarna de scènes opgedeeld worden in shots. De bladspiegel toont twee kolommen, met links de beelden en rechts de geluiden. Een bij elkaar horende groep scènes krijgen een "scènehoofding", en de pagina's zowel als de shots zijn genummerd. Bij elk shotnummer wordt de locatie van de opnamen vermeld, soms met opgave van het beeldformaat. Dat laatste heeft betrekking op de keuze voor onder meer close-up ("CU"), medium shot ("MS") en long shot ("LS"). Naast deze aanwijzingen vindt men in het shooting script ook de instructies in verband met de camerabewegingen terug.
De meeste softwareprogramma's voor scenarioschrijven bevatten de verschillende stijlen of indelingen waarin een scenario geschreven kan zijn, zoals het shooting script en master scene script.